# Llengua kawésqar
El kawésqar (qawasqar), també conegut pel nom d'alacaluf, és una llengua aïllada del sud de l'actual Xile parlada pel poble kawésqar. Originalment formava part d'una petita família lingüística, actualment n'és l'únic supervivent. En queden només set parlants que viuen sobretot a l'Illa de Wellington de la costa sud-occidental xilena.